# Stylochaeton grandis
Stylochaeton grandis är en kallaväxtart som beskrevs av Nicholas Edward Brown. Stylochaeton grandis ingår i släktet Stylochaeton och familjen kallaväxter. Inga underarter finns listade.